# Trận Los Angeles
Trận Los Angeles, còn được gọi là Đại không kích Los Angeles là tên gọi được các nguồn tin đương thời đưa ra về kẻ thù tấn công được đồn đại và tiếp theo là một hàng rào pháo phòng không diễn ra từ cuối ngày 24 tháng 2 đến đầu ngày 25 tháng 2 năm 1942 trên bầu trời Los Angeles, California. Sự việc xảy ra chưa đầy ba tháng sau khi Hoa Kỳ bước vào Thế chiến II như là kết quả từ cuộc tấn công của Hải quân Đế quốc Nhật Bản vào Trân Châu Cảng, và một ngày sau vụ ném bom Ellwood vào ngày 23 tháng 2.
Ban đầu, mục tiêu của đợt bắn chặn trên không được cho là một lực lượng tấn công từ Nhật Bản, nhưng phát biểu tại một cuộc họp báo ngay sau đó, Bộ trưởng Hải quân Frank Knox đã gọi vụ việc là một "báo động giả". Báo chí lúc ấy đã xuất bản một số báo cáo và phỏng đoán về một sự che đậy dư luận. Một số nhà nghiên cứu UFO hiện đại ngày nay đã đưa ra giả thuyết mục tiêu là một vật thể bay không xác định (UFO) hay tàu vũ trụ ngoài trái đất. Khi cung cấp tư liệu về vụ việc vào năm 1983, Văn phòng Lịch sử Không quân Mỹ đã cho sự kiện này như một trường hợp "trạng thái thần kinh kích động thời chiến" có khả năng bị kích hoạt bởi một khí cầu thời tiết đi lạc và làm trầm trọng hơn bởi pháo sáng rải rác và loạt đạn bắn ra từ những khẩu pháo liền kề. Họ còn phân tích các bằng chứng chỉ ra bong bóng khí tượng mới là nguyên nhân gây ra báo động lúc đầu.

## Nâng mức báo động
Còi báo động không kích vang lên khắp Quận Los Angeles vào đêm ngày 24–25 tháng 2 năm 1942. Chính quyền ra lệnh cúp điện toàn bộ và hàng ngàn dân phòng không kích đã được triệu tập vào các vị trí của mình. Vào lúc 3:16 chiều Lữ đoàn pháo binh duyên hải 37 bắt đầu bắn súng máy cỡ nòng 0,50 và đạn phòng không 12.8 pound vào khoảng không được ghi nhận có máy bay; hơn 1.400 viên đạn cuối cùng được khai hỏa. Các phi công của Bộ chỉ huy đánh chặn số 4 nhận được báo động nhưng máy bay của họ vẫn chưa cất cánh được. Hỏa lực pháo binh vẫn tiếp tục rải rác cho đến 4:14 chiều. Hiệu lệnh "Tất cả rõ" kêu vang và lệnh cúp điện được nâng lên đến 7:21 tối.
Một số tòa nhà và các phương tiện bị hư hỏng do mảnh đạn, và năm dân thường đã chết như là một kết quả gián tiếp của hỏa lực phòng không; ba người thiệt mạng trong vụ tai nạn xe hơi trong sự hỗn loạn tiếp theo và hai người lên cơn đau tim do sự căng thẳng của các hành động kéo dài tới một giờ. Sự kiện này là một bản tin trên trang nhất dọc theo bờ biển Thái Bình Dương của Mỹ và được một số phương tiện truyền thông đại chúng theo dõi khắp cả nước.

## Báo chí phản ứng
Chỉ vài giờ sau khi kết thúc cuộc không kích, Bộ trưởng Hải quân Frank Knox đã tổ chức một cuộc họp báo, nói rằng toàn bộ sự việc là một báo động giả do mối lo âu và "trạng thái thần kinh kích động thời chiến". Lời bình luận của Knox theo sau là những tuyên bố từ quân đội vào ngày hôm sau phản ánh niềm tin của Tướng George C. Marshall rằng vụ việc có thể được gây ra bởi những máy bay thương mại được sử dụng như một chiến dịch chiến tranh tâm lý nhằm tạo ra sự hoảng loạn.
Một số cửa hàng báo chí đương thời đã nghi ngờ chính phủ cố tình che đậy vụ việc. Một bài xã luận đăng trên tờ Long Beach Independent đã viết: "Có một sự dè dặt bí ẩn về toàn bộ vụ việc và có vẻ như một số hình thức kiểm duyệt đang cố gắng nhằm ngăn chặn cuộc thảo luận về vấn đề này." Sự suy đoán tràn lan như máy bay xâm nhập và các căn cứ của họ. Những lý thuyết bao gồm một căn cứ bí mật ở miền bắc Mexico cũng như tàu ngầm Nhật Bản đóng quân ở ngoài khơi với khả năng mang theo máy bay. Số khác thì cho rằng vụ việc đã được dàn dựng hoặc phóng đại để cung cấp cho ngành công nghiệp quốc phòng duyên hải một cái cớ để di chuyển sâu vào nội địa.
Nghị sĩ Leland Ford của Santa Monica đã kêu gọi mở một cuộc điều tra của Quốc hội, nói rằng: "... chẳng có lời giải thích nào cho đến nay được cung cấp nhằm loại bỏ tình tiết khỏi thể loại 'trạng thái bí ẩn hoàn toàn'... này hoặc là một cuộc tấn công thực tế, hoặc một cuộc đột kích nhằm ném một nỗi sợ hãi vào 2.000.000 người, hoặc sự nhầm lẫn một cuộc đột kích y hệt, hoặc một cuộc tấn công để xây dựng một nền tảng chính trị nhằm đoạt lấy các ngành công nghiệp chiến tranh ở miền Nam California".

## Giới nghiên cứu UFO
Một bức ảnh được công bố trên tờ Los Angeles Times vào ngày 26 tháng 2 năm 1942 đã được trích dẫn bởi các nhà theo thuyết âm mưu ngày nay và giới nghiên cứu UFO như là bằng chứng của một cuộc thăm viếng ngoài trái đất. Họ khẳng định rằng hình ảnh này rõ ràng cho thấy chùm đèn pha đã tập trung vào một tàu vũ trụ ngoài hành tinh; tuy nhiên, bức ảnh này đã được sửa đổi nặng nề bởi tấm hình đang trong quá trình chỉnh sửa trước khi công bố, một lệ thường trong nghệ thuật đồ họa của thời đó nhằm cải thiện độ tương phản trong ảnh đen trắng. Cây bút của tờ Los Angeles Times là Larry Harnisch lưu ý rằng hình ảnh được sửa lại cùng với dòng đầu trang báo giả mạo được trình bày như một nguồn tài liệu lịch sử thực sự trong trailer cho bộ phim Battle: Los Angeles. Harnisch đã nhận xét, "nếu chiến dịch công khai muốn thiết lập sự nghiên cứu UFO thì chẳng có gì khác ngoại trừ sự dối trá và trừu tượng, nó chưa làm tốt công việc này."

## Kỷ niệm
Cứ đến tháng 2 hàng năm, Bảo tàng Fort MacArthur, nằm ở lối vào cảng Los Angeles, tổ chức một sự kiện giải trí được gọi là "Đại không kích Los Angeles năm 1942".